# Fujiko
Fujiko  è un nome proprio di persona giapponese femminile.

## Origine e diffusione

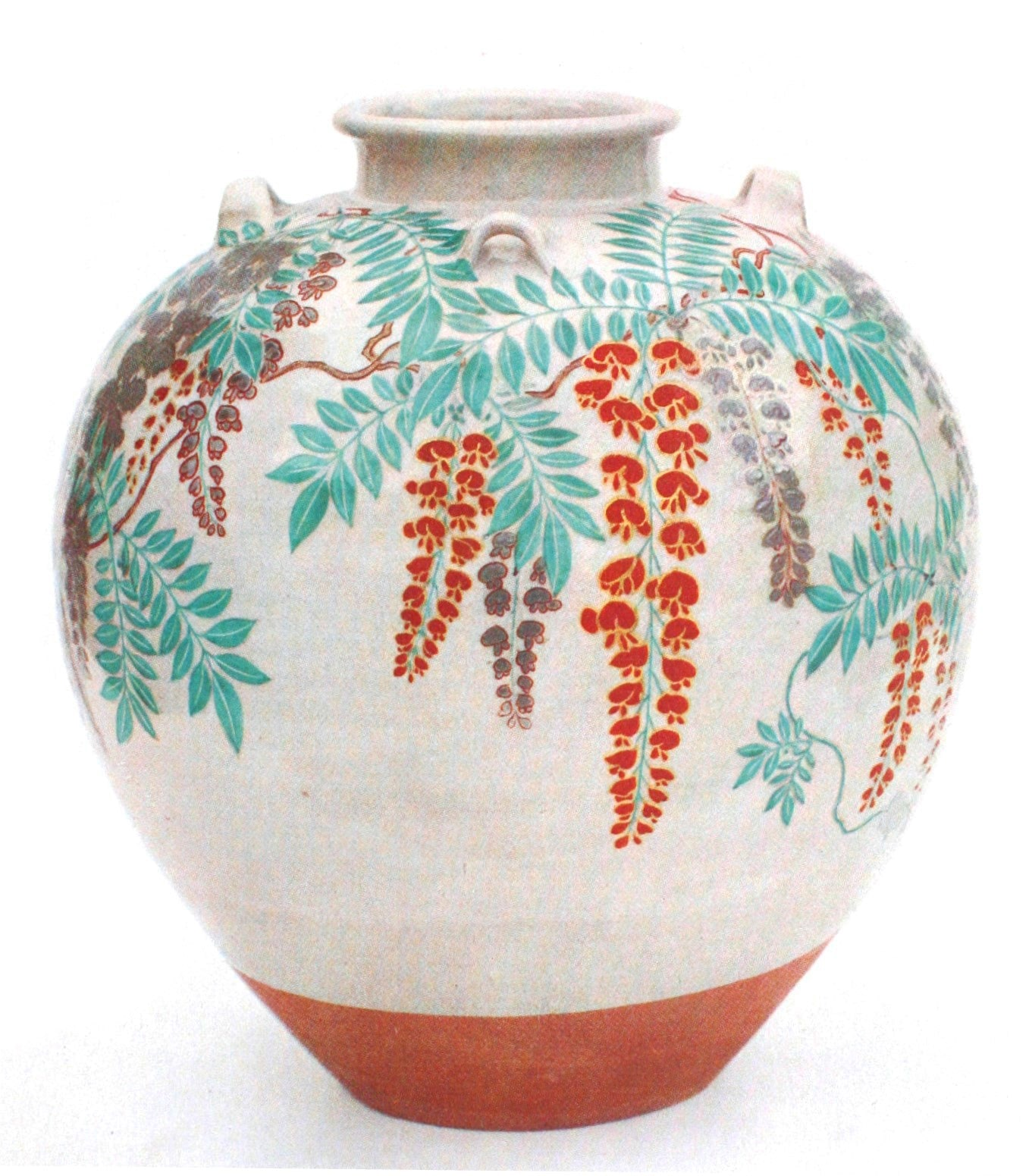
un vaso di foglie di tè ornato con disegni di glicine

È composto dai due caratteri cinesi 藤 (Fuji), ovvero "glicine", e 子 (ko), cioè "bambino" o "figlio di"; il significato è quindi "figlia del glicine". Il secondo kanji si ritrova anche nei nomi Aiko, Ayako, Keiko, Chiyoko, Yōko, Naoko, Tamiko, Akiko, Sachiko e Reiko.

## Onomastico
Il nome è adespota, non essendo portato da alcuna santa, quindi l'onomastico ricade il 1º novembre, giorno di Ognissanti.

## Persone
- Fujiko Yamamoto, attrice giapponese

## Il nome nelle arti
- Fujiko F. Fujio è uno pseudonimo usato dai disegnatori giapponesi Hiroshi Fujimoto e Motoo Abiko.
- Fujiko Mine è un personaggio della serie manga e anime Lupin III.